# Berty Vojtěch Ženatý
Berty Ženatý (vlastním jménem Vojtěch Ženatý; 22. února 1889 Brno – 17. prosince 1981 Rhinebeck, USA) byl česko-americký spisovatel, novinář a fejetonista, též strojní inženýr a architekt.

## Život

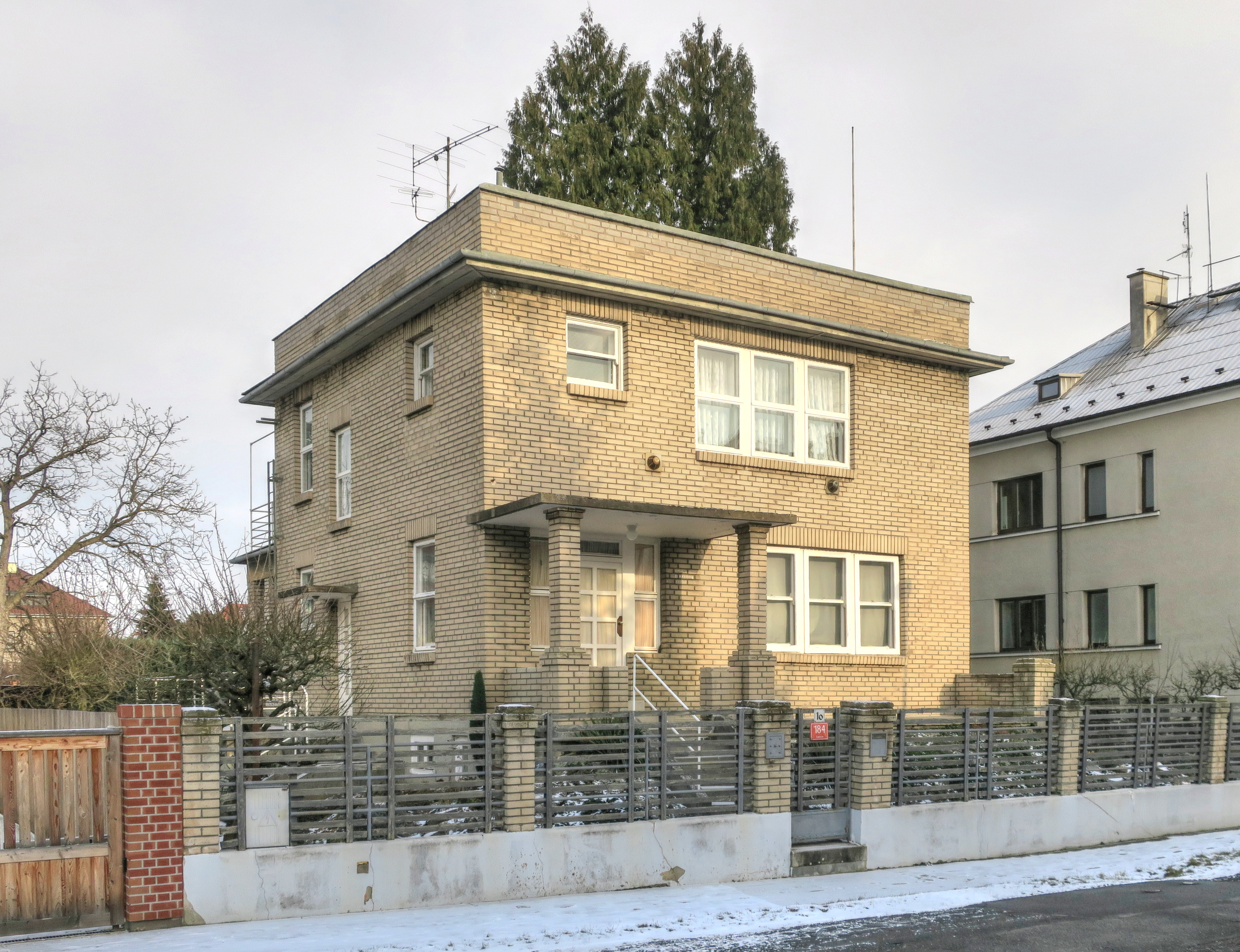
Vila R. Schneidera v Olomouci, 1930-1931

Zúčastnil se první světové války na ruské frontě, kde byl zajat. Bezprostředně po návratu z Ruska mu vyšel útlý spisek s názvem Historie a osudy československého vojska na Rusi (Brno, 1918) a krátce na to emigroval do USA. Tam roku 1925 získal občanství, oženil se a žil v Clevelandu.

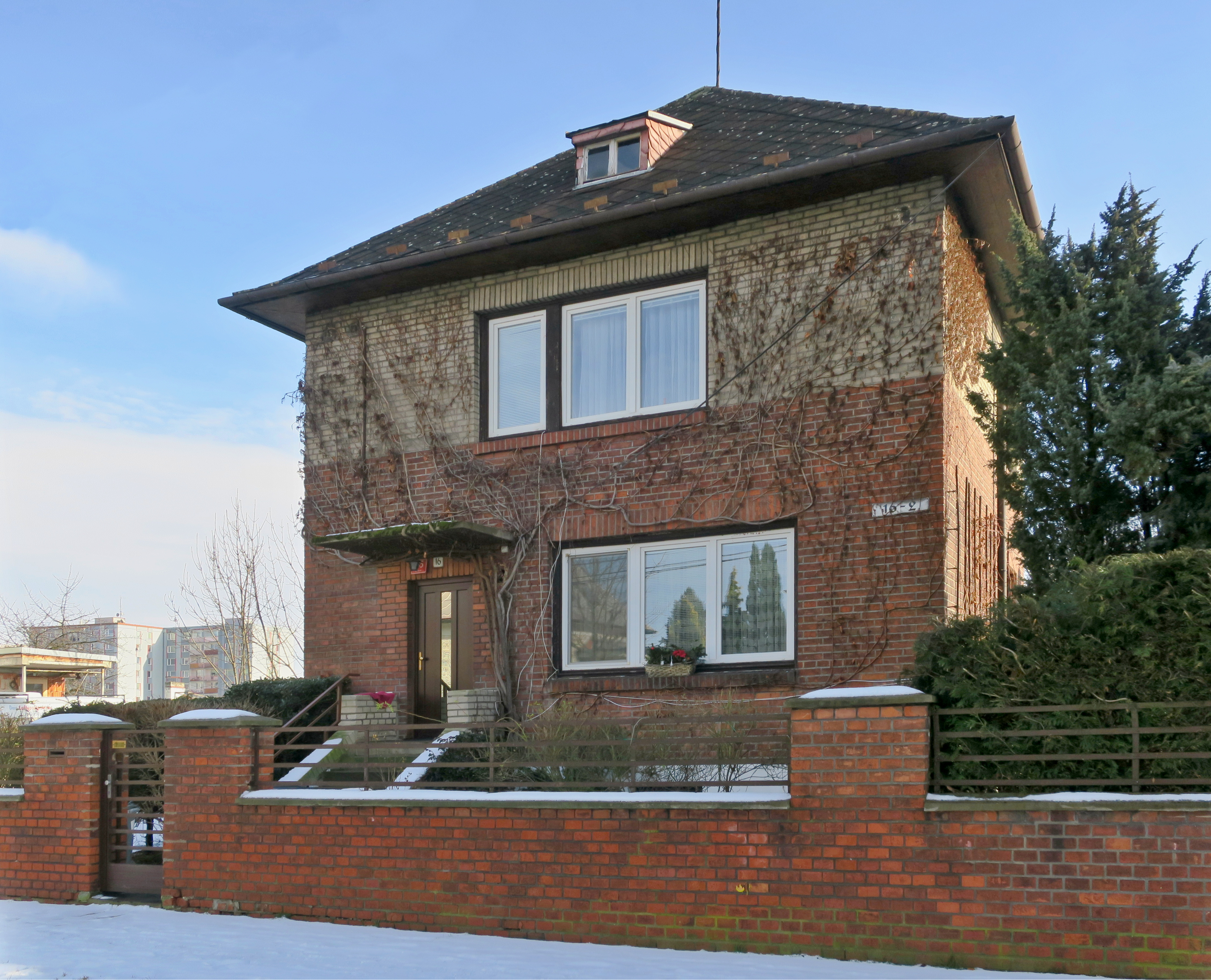
Vila Bedřicha Bašného v Olomouci, stav po přestavbě

Během pobytu v USA napsal řadu fejetonů, které v Československu vyšly knižně ve dvoudílném svazku s názvem Země pruhů a hvězd poprvé roku 1927. Oba díly jsou bohatě ilustrovány řadou unikátních dokumentárních fotografií. Ženatý v knize popisuje do nejmenších detailů život a ducha tehdejší americké společnosti. Kniha obsahuje také řadu zajímavých postřehů ohledně amerického rozvoje průmyslu, které zaujaly Tomáše Baťu natolik, že je chtěl realizovat ve Zlíně. Proto nabídnul Ženatému práci ve svém tiskovém oddělení TISK, s.r.o.
Ženatý přijel na Moravu roku 1928 a kromě toho, že pracoval pro Baťu jako novinář, podílel se i jako architekt na vzniku několika vzorových staveb:
- Vzorový rodinný dům Berty Ženatého – Pro jednopatrový dům byly předlohou americké vily, u nichž je zdůrazňována praktičnost, úspornost, hygieničnost. Oproti běžným baťovským domkům má být jeho architektonické pojetí méně asketické. Vila stojí ve Zlíně, Nad Ovčírnou V/1573.[5]
- Vila Roberta Schneidera – rodinný dům amerického stylu v Olomouci, Černochova 10, kulturní památka
- Vila Václava Novotného – rodinný dům v Olomouci, Olbrachtova 9 – znehodnocen přestavbou a zateplením fasády.
- Vila Bedřicha Bašného – rodinný dům v Olomouci, Vlkova 16 – znehodnocen přestavbou ploché střechy a výměnou oken.

Roku 1930 vyšlo druhé vydání knihy Země pruhů a hvězd a jeho nová kniha Když se valí revoluce, ve které zpracoval své zážitky a postřehy z ruského zajetí během první světové války. Bylo to však těsně po vypuknutí hospodářské krize, kterou odstartoval 24. října 1929 krach na newyorské burze. Ženatý, který byl podle charakteru psaní z dnešního hlediska spíš blogger, než novinář, s prací ve Zlíně v roce 1930 skončil a odjel znovu do USA pracovat jako strojní inženýr. Důsledky hospodářské krize v USA jej však asi přiměly k tomu, že se již následující rok (1931) vrátil a zůstal v Praze. Natrvalo se vystěhoval do USA během ohrožení ČSR Německem roku 1939, aby se již nikdy nevrátil.

## Dílo
- Seznam děl v Souborném katalogu ČR, jejichž autorem nebo tématem je Berty Vojtěch Ženatý
- Historie a osudy československého vojska na Rusi, 48 stran, Nákl. Vyd. družstva Mor.-slezské revue, rok vydání 1918
- Země pruhů a hvězd, dvoudílný svazek, celkem 1282 stran, Nakl. František Borový, rok vydání 1927 (druhé vydání 1930)
- Když se valí revoluce, 450 stran, Nakl. František Borový, rok vydání 1930
- Americké domečky: se 112 vyobrazeními a plány (spoluautor Fanuška Ženatá), 169 stran, rok. vydání 1931
- Piráti a bukanýři (spoluautor Zdeněk Burian), 200 stran, rok vydání 1934
- Pro Císaře Pána a jeho rodinu, 128 stran, rok vydání 1950